# Schiedea spergulina
Schiedea spergulina är en nejlikväxtart som beskrevs av Asa Gray. Schiedea spergulina ingår i släktet Schiedea och familjen nejlikväxter. Inga underarter finns listade i Catalogue of Life.